# Hieracium eucallum
Hieracium eucallum es una especie de planta con flor del género Hieracium, de la familia Asteraceae, orden Asterales.

## Distribución
Hieracium eucallum se distribuye por Escocia.

## Taxonomía
Fue descrita científicamente por P. D. Sell & C. West. Fue publicada en J. Linn. Soc., Bot.